# Aich Péter
Aich Péter (Pozsony, 1942. szeptember 30. –) költő, prózaíró, szerkesztő, tankönyvszerző.

## Élete
1966-ban szerzett tanári oklevelet a nagyszombati Pedagógiai Főiskolán. Kezdetben tanított, majd 1972-től különböző szlovák lapok szerkesztője lett.
Költőként az Egyszemű éjszaka című antológiában (1970) mutatkozott be.
A Pozsonyi Casino alapító tagja, választmányi tag. 1998-tól a Szlovákiai Magyar Írók Társasága tagja.

## Művei
- 1991 Regent so zlou pamäťou. Nad spomienkami Miklósa Horthyho. HR 2/5, 18-19.
- 1998 X. Kálmán viszontagságai (elbeszélés)
- Első és utolsó; Madách-Posonium, Pozsony, 2000
- 2001 Pozsonyi Casino – Évkönyv 2001
- 2005 Szerelmek (elbeszélések)
- A harmadik. Jegyzetek a történtekhez; Madách-Posonium, Pozsony, 2007
- Torony; AB-art, Bratislava, 2010 (Kenguru zsebkönyvek)
- Keresés; AB-Art, Bratislava, 2011
- 2012 Bratislavský grafik Titus Zechmeister (1873–1953). Bratislava 24, 245-254.
- 2013 Várni (elbeszélések)
- Hadszíntérjelentések / Okatootáiai levelek avagy óda a szabadsághoz; ART Danubius, Nagymácséd, 2016
- Ovidius visszatér. Pozsony, szülővárosom; Szövetség a Közös Célokért, Komárom, 2017
- Profán imák; Vámbéry Polgári Társulás, Dunaszerdahely, 2024